# Ecliptopera mariesii
Ecliptopera mariesii là một loài bướm đêm trong họ Geometridae.